# جي بيلدر
جي بيلدر (بالإنجليزية: JBulider)‏ هو بيئة تطوير متكاملة للغة البرمحة جافا من تطوير امباركاديرو تكنولوجيز. طور في الأصل من قبل قسم كودجير في شركة بورلاند. وفي عام 2008 قامت شركة امباركاديرو تكنولوجيز بشراء كودجير من بورلاند.